# 杨飞云
杨飞云（1954年—），男，汉族，内蒙古包头人，中华人民共和国美术家，中央美术学院教授,全国人民代表大会内蒙古地区代表。

## 生平
師從靳尚誼、詹建俊。毕业于中央美术学院油画专业。2008年，当选为第十一届全国人大代表。2013年，当选为第十二届全国人大代表。2018年2月24日，当选为第十三届全国人大代表。